# Tik Kuto
Tik Kuto is een bestuurslaag in het regentschap Lebong van de provincie Bengkulu, Indonesië. Tik Kuto telt 684 inwoners (volkstelling 2010).